# Fien
Fien of Fina is een Nederlandse meisjesnaam.
De naam kan een verkorte vorm zijn van verschillende namen, zoals Delfina, Levina,  Josefien, Adolfine of een andere naam op -fien, -fiene of -fina. Ook kan het een vrouwelijke vorm zijn van de naam Lieven of Vincent.

## Bekende naamdraagsters
- Fina, heilige in het christendom
- Fien de la Mar, actrice

## Musical
De musical Fien (1982) ging over actrice Fien de la Mar, de hoofdrol werd vertolkt door Jasperina de Jong.